# Filip af Belgien (1837–1905)
 Ikke at forveksle med Philippe af Belgien.
Filip af Belgien (født 24. marts 1837, død 7. november 1905) var en belgisk prins, der var tronfølger i Belgien fra 1869 til 1906. Han bar titlen Greve af Flandern.
Han var søn af Leopold 1. af Belgien, bror til Leopold 2. af Belgien og far til Albert 1. af Belgien.

## Familie
Prins Filip var gift med Marie Luise af Hohenzollern-Sigmaringen (1845 – 1912). Hun var datter af fyrste og preussisk ministerpræsident Karl Anton af Hohenzollern-Sigmaringen. De blev forældre til fem børn:
- Baudouin (1869–1891)
- Henriette (1870–1948), gift i 1896 med prins Emmanuel af Orléans, hertug af Vendôme (1872–1931), der var en oldesøn af kong Ludvig-Filip af Frankrig.
- Joséphine (1870–1871)
- Joséphine (1872–1958), gift 1894 med prins Karl Anton von Hohenzollern (1868–1919) (en søn af Leopold af Hohenzollern-Sigmaringen, der fik tilbudt den spanske trone i 1869 – 1870).
- Albert 1. (1875–1934), belgiernes konge, gift 1900 med hertuginde Elisabeth Gabriele i Bayern (1876–1965)